# Karen Egdal
Karen Egdal (ur. 15 lutego 1978 w Tommerup) – duńska pływaczka, olimpijka z Atlanty.
Na Letnich Igrzyskach Olimpijskich 1996 wystartowała tylko w sztafecie 4x100 metrów stylem dowolnym. Dunki odpadły w eliminacjach.
W 2000 roku na Mistrzostwach Europy 2000 w Helsinkach na dystansie 50 metrów stylem motylkowym zdobyła srebrny medal przegrywając tylko ze Szwedką Anną-Karin Kammerling. W tym samym roku i w tej samej konkurencji, tyle że na Mistrzostwach Europy na krótkim basenie, także zdobyła srebrny medal, ulegając jedynie ponownie Kammerling.